# Bismervægt
En bismervægt er stang med en krog eller en skål i den ene ende og et forskydeligt lod i den anden ende, vægten fungerer efter vægtstangsprincippet; den vejede genstands vægt kan aflæses ved loddets placering på stangen ved ligevægt. Tidligere blev spædbørn vejet af sundhedsplejersken med en bismervægt.